# 澳門特別行政區主要官員
澳門特別行政區主要官員是澳門政權移交後才出現的名詞，根據《澳門特別行政區基本法》，是指所有司長，以及屬於部門首長的廉政專員、審計長、警察部門主要負責人和海關主要負責人。任免職務由行政長官建議，得到中華人民共和國國務院批准。

## 現任主要官員（由2024年12月20日至2029年12月19日）
| 司局級名稱 | 職稱     | 首長   | 前任職位                   |
| ---------- | -------- | ------ | -------------------------- |
| 行政法務司 | 司長     | 張永春 | （連任）                   |
| 經濟財政司 | 司長     | 戴建業 | 經濟及科技發展局局長       |
| 保安司     | 司長     | 黃少澤 | （連任）                   |
| 社會文化司 | 司長     | 柯嵐   | 市政署市政管理委員會副主席 |
| 運輸工務司 | 司長     | 譚偉文 | 環境保護局局長             |
| 廉政公署   | 廉政專員 | 歐陽湘 | 廉政公署助理專員           |
| 審計署     | 審計長   | 歐陽瑜 | 社會文化司司長             |
| 警察總局   | 局長     | 梁文昌 | （連任）                   |
| 海關       | 關長     | 何浩翰 | 博彩監察協調局局長         |

## 就職宣誓
根據第4/1999號法律《就職宣誓法》規定，主要官員須於就職時以公開及親身方式宣誓，且必須真誠、莊重地進行宣誓，必須準確、完整、莊重地宣讀附件所列的相關誓詞。宣誓時間由行政長官訂定。宣誓之主持及監誓事宜由中央人民政府決定。主要官員誓詞如下：
|  | 我謹此宣誓：本人就任中華人民共和國澳門特別行政區政府（職務），必當擁護並執行《中華人民共和國澳門特別行政區基本法》，效忠中華人民共和國及其澳門特別行政區，盡忠職守，遵守法律，廉潔奉公，竭誠為澳門特別行政區服務。 宣誓人：（姓名） |